# كورتيس ويستون
كورتيس ويستون (بالإنجليزية: Curtis Weston)‏ (24 يناير 1987 بغرينتش في المملكة المتحدة - ) هو لاعب كرة قدم بريطاني في مركز الوسط. لعب مع سكونثورب يونايتد وسويندون تاون وليدز يونايتد ونادي بارنت ونادي غيلينغهام ونادي ميلوول.

## وصلات خارجية
- كورتيس ويستون على موقع قاعدة بيانات كرة القدم.إي يو (الإنجليزية)
- كورتيس ويستون على موقع Soccerbase.com (لاعب) (الإنجليزية)